# Bundesstraße 2 R
Die Bundesstraße 2 R (Abkürzung: B 2 R) ist eine Bundesstraße in Deutschland. Sie verläuft als Ringstraße ausschließlich innerhalb des Stadtgebiets von München im Freistaat Bayern, hat eine Länge von 29,169 Kilometern und gilt als Deutschlands staureichste Strecke. In München wird die Ringstraße meist als Mittlerer Ring bezeichnet und ist auch so beschildert. Seinen Namen trägt der Mittlere Ring aufgrund seiner konzentrischen Lage zwischen dem Altstadtring (Innerer Ring) und dem (nicht fertiggestellten) Äußeren Ring bzw. dem Autobahnring in München.

## Verkehrsbedeutung
Der Mittlere Ring bildet das Rückgrat des Straßenverkehrs in München, da der Ring der schnellste Zubringer zu allen wichtigen Verkehrsachsen der Stadt ist. Er ersetzt die früher durch die Münchner Innenstadt verlaufenden Bundesstraßen, so auch die Bundesstraße 2, nach der er benannt ist (das „R“ in B 2 R steht für „Ring“). Innerhalb des Mittleren Rings befinden sich nur noch kommunale Straßen.
Von den acht Autobahnen, die nach München führen, führen fünf zum Mittleren Ring. Die A 8 (Richtung Salzburg), A 9 (Richtung Nürnberg–Berlin) und A 96 (Richtung Lindau (Bodensee)) haben direkten Anschluss zum Mittleren Ring. Die A 94 (Richtung Passau) ist über ein kurzes Stück der Einsteinstraße angeschlossen, eine Ausfahrt mündet allerdings auch direkt im Richard-Strauss-Tunnel in den Mittleren Ring Richtung Norden. Die A 95 (Richtung Garmisch-Partenkirchen) führt über die B 2 auf den Mittleren Ring; die Bundesstraße ist aber als Autobahn ausgebaut und auch so beschildert. Was die übrigen Autobahnen betrifft, so hat die A 8 Richtung Stuttgart eine etwa 7 km lange Verbindung über Verdi- und Arnulfstraße zum Mittleren Ring. Die A 92 endet bereits am Autobahnring der A 99, hat aber über die A 9 Anschluss zum Mittleren Ring. Die A 995 erreicht den Mittleren Ring über ein kurzes Stück der Tegernseer Landstraße (B 13).
Über den Südwestabschnitt des Mittleren Ringes zwischen der A 96 und der A 995 verläuft die Europastraße 54. Dieser Streckenabschnitt ist auch insofern besonders durch den Fernverkehr belastet, weil weder der Autobahnring der A 99 im Südwesten Münchens geschlossen ist, noch der ursprünglich geplante Äußere Ring hier verwirklicht wurde und der Fernverkehr somit bis zum Mittleren Ring in die Stadt hinein fahren muss (sofern er nicht einen großen Umweg über die gesamte A99 fahren will, was manchmal durch variable Beschilderung vorgeschlagen wird).
Ansonsten sind an den Mittleren Ring die Bundesstraßen 2 (Landsberger Straße, Autobahn München-Garmisch), 11 (Plinganserstraße), 13 (Leopoldstraße, Tegernseer Landstraße) und 304 (Landshuter Allee, Berg-am-Laim-Straße) sowie die Staatsstraßen St 2072 (Grünwalder Straße), St 2088 (Effnerstraße), St 2342 (Lerchenauer Straße), St 2343 (Waldfriedhofstraße) und St 2368 (Ottobrunner Straße) angeschlossen. Die Stelle der früher durch München verlaufenden B 12 nehmen heute die A 94 und die A 96 ein.
Der Mittlere Ring ist Begrenzung der Münchner Umweltzone. Er besitzt auch zahlreiche Anschlüsse zum öffentlichen Personennahverkehr.

## Ausbauzustand
Der Mittlere Ring ist durchgängig mindestens je zweistreifig in beiden Richtungen befahrbar. Die einzige Verengung auf einen kurzen einstreifigen Abschnitt befindet sich an der Überleitung in die Landshuter Allee in Südrichtung. Bis auf die Chiemgaustraße im Süden sind die Richtungsfahrbahnen getrennt. Von der Einmündung der B 13 am St.-Quirin-Platz (im Uhrzeigersinn) bis zum Ende des Innsbrucker-Ring-Tunnels verläuft der Mittlere Ring kreuzungsfrei. Alle Tunnel sind als Kraftfahrstraße ausgeschildert.
Für den Mittleren Ring ist die erlaubte Höchstgeschwindigkeit überwiegend auf 60 km/h festgelegt. Auf der Chiemgaustraße sind maximal 50 km/h erlaubt; ebenfalls auf der Tegernseer Landstraße im Bereich der Einfädelung der Ein- und Ausfahrten in den Mittleren Ring. Zudem sind auf der Landshuter Allee zur Verbesserung der Luftqualität nach zunächst noch 50 km/h nur noch 30 km/h erlaubt.
Im Petueltunnel waren anfangs maximal 60 km/h gestattet. Wegen hoher Unfallzahlen im Tunnel wurde 2004 die erlaubte Höchstgeschwindigkeit auf 50 km/h reduziert. In den Tunnels sind Wechselverkehrszeichen angebracht. Die zuständige Einsatzleitstelle kann die erlaubte Höchstgeschwindigkeit reduzieren und anzeigen (Beispiel Stau). Dieses variable Tempolimit wird in mehreren Tunnels mittels induktionsschleifen-gesteuerter Blitzgeräte überwacht. Mittlerweile gilt wieder die erlaubte Höchstgeschwindigkeit von 60 km/h.

## Geschichte

### Planung
Bereits im Generalbaulinienplan Großmünchen von 1927 war ein Straßenring zur Verkehrsentlastung der Münchner Innenstadt vorgesehen, der ungefähr dem Verlauf des heutigen Mittleren Ringes folgte. Ein ähnlicher Ring ist auch auf dem Wirtschaftsplan des Generalbauamts von 1943 eingezeichnet. Nach dem Zweiten Weltkrieg schlug Stadtbaurat Meitinger ein System von Ringstraßen zur Entlastung der Altstadt vor und verfasste einen konkreten Plan für einen Verkehrs- und Parkring um die Altstadt, der 1945 vom Stadtrat angenommen wurde. 1946 schlug Meitinger eine Trasse für den Mittleren Ring vor. Umgehungsstraßen waren auch Thema eines von der Bundesrepublik Deutschland, dem Freistaat Bayern und der Stadt München gebildeten Koordinierungsausschusses, der 1952 gegründet wurde, um die Verkehrsbedürfnisse der Stadt und der Region mit dem Fernverkehr in Einklang zu bringen. 1958 beschloss die Stadt einen Generalverkehrsplan, der auch in den 1963 beschlossenen Stadtentwicklungsplan aufgenommen wurde.
Darin war ein System aus Radial- und Tangentialstraßen vorgesehen, die in verschiedenen Entfernungen vom Stadtzentrum Querverbindungen ermöglichten. Nicht alle Tangentialen waren als Ringe geplant, sie dienten teilweise nur an bestimmten Stellen als Querverbindungen. An Ringen waren in diesem Konzept vorgesehen:
- ein Innerer Ring, der heutige Altstadtring,
- ein Mittlerer Ring, der teilweise anders verlaufen wäre als der heutige Mittlere Ring.
- ein Äußerer Ring, der jedoch nur teilweise verwirklicht wurde (Fürstenrieder Straße im Westen, Frankfurter und Föhringer Ring im Norden, Ständler-, Stadelheimer und Naupliastraße im Süden), die Trasse der als Bestandteil dieses Ringes geplanten Tangente 5-Ost ist heute noch als überwiegend unbebauter Grünstreifen im Stadtbild zu erkennen,
- ein Autobahnring, der ursprünglich wesentlich enger geplant war als der schließlich verwirklichte Ring der Bundesautobahn 99 und der überwiegend auf Münchner Stadtgebiet verlaufen sollte.

### Realisierung
Bereits Anfang der 1950er Jahre wurde mit der Realisierung einzelner Teilabschnitte begonnen, 1952 im Süden mit dem Neubau der im Zweiten Weltkrieg zerstörten Brudermühlbrücke für eine Südtangente und 1953 im Osten mit der Richard-Strauss-Straße. Als 1966 die Olympischen Sommerspiele 1972 nach München vergeben wurden, beschloss der Stadtrat, dass die Baumaßnahmen für den Mittleren Ring bis dahin abgeschlossen sein sollten. Mit der Freigabe der nun gedoppelten Donnersbergerbrücke im Mai 1972 war der Mittlere Ring fertiggestellt.

### Späterer Ausbau
Seit 1984 verläuft der Mittlere Ring durch den Trappentreutunnel. 1987 wurde der Brudermühltunnel eröffnet und die Oberfläche verkehrsberuhigt. Mit den Stadtratswahlen 1990 änderte sich die Lage. Die Grünen setzten auf einen weiteren Ausbau des ÖPNV. Da diese nach den Stadtratswahlen eine Koalition mit der SPD eingegangen waren, wurde der weitere Ausbau des Mittleren Ringes gestoppt.

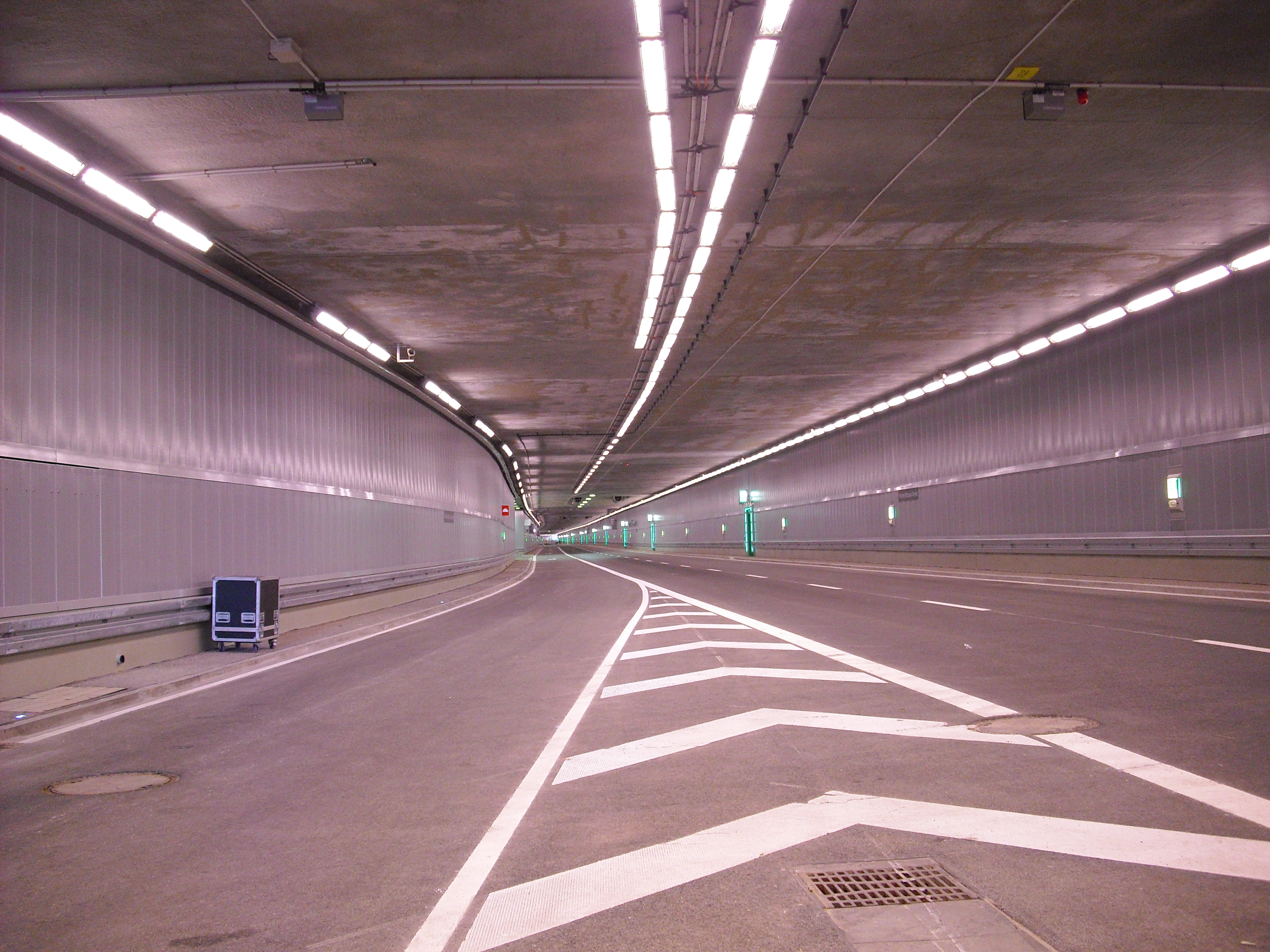
Innenansicht des Richard-Strauss-Tunnels (an der Ausfahrt zur Denninger Straße mit Blick nach Süden)

Am 23. Juni 1996 entschieden sich die Münchner Wähler jedoch in dem ersten Bürgerentscheid in der Geschichte der Stadt für einen weiteren Ausbau des Mittleren Ringes. Gegen den Willen der rot-grünen Stadtratsmehrheit stimmte eine knappe Mehrheit der Initiative Drei Tunnel braucht der Mittlere Ring zu. Beschlossen wurden damit Tunnelbauten am Petuelring, an der Richard-Strauss-Straße und am Luise-Kiesselbach-Platz.
Als erster wurde zwischen 1997 und 2002 der Petueltunnel und im Anschluss bis Ende 2003 der darüber liegende Petuelpark errichtet. Als Nächstes wurde 2003 bis 2009 im Ostabschnitt des Mittleren Ringes eine 2,5 Kilometer lange kreuzungsfreie Ausbaustrecke gebaut. Einerseits wurde der Effnerplatz mit dem Effnertunnel untertunnelt, andererseits erhielt auch die Richard-Strauss-Straße von der Denninger Straße bis zum Leuchtenbergring einen Tunnel, den Richard-Strauss-Tunnel, so dass die Kreuzungen mit der Prinzregenten- und Einsteinstraße unterquert werden. Der Tunnel wurde am 18. Juli 2009 eröffnet und verfügt über einen Seitentunnel unter der Einsteinstraße, der – von und in Fahrtrichtung Norden – eine kreuzungsfreie Verbindung zur A 94 ermöglicht. Die Eröffnung des Effnertunnels fand bereits am 20. Dezember 2006 statt.
Das dritte Tunnelprojekt aus dem Bürgerentscheid liegt im Südwesten, wo die Garmischer Straße derzeit eine Verkehrsbelastung von täglich 100.000 Fahrzeugen bewältigen muss. 2009 wurde mit dem Bau des Tunnels begonnen. Der „Tunnel Südwest“ beginnt südlich des Anschlusses zur A 96 mit dem Luise-Kiesselbach-Tunnel, der den verkehrsreichen Luise-Kiesselbach-Platz unterquert und die Anbindung der Garmischer Autobahn leistet. Auf dem Westteil der Heckenstallerstraße wird der Verkehr offen, aber in Tieflage geführt, es schließt sich der Tunnel Heckenstallerstraße an, auf dessen Deckel, ähnlich wie am Petuelring, ein Park angelegt wurde. Der Tunnel wurde 2015 eröffnet.

### Aufgegebene Ausbauplanungen
2017 beschloss der Stadtrat den Bau eines weiteren Tunnels unter dem Englischen Garten. Mit dem 390 m langen, sechsstreifigen Tunnel wäre eine häufige Staustelle beseitigt und gleichzeitig die seit den 1970er Jahren bestehende Teilung des Englischen Gartens beseitigt worden. Im Westen wäre der neue Tunnel direkt an den Biedersteiner Tunnel angeschlossen worden, so dass der Tunnel zwölf Meter nördlich der bisherigen Trasse des Isarrings verlaufen wäre. Im Osten hätte der Ausbauabschnitt an der Brücke über den Eisbach geendet. Die Kosten wurden auf 125 Millionen Euro geschätzt; der Freistaat Bayern sagte eine Beteiligung mit 35 Millionen Euro zu. Der Bau hätte 2023 beginnen und voraussichtlich viereinhalb Jahre dauern sollen. Zeitgleich sollte die unmittelbar östlich des neuen Tunnels gelegene John F. Kennedy-Brücke um einen zusätzlichen Einfädelstreifen erweitert werden. Im März 2022 wurde bekannt, dass die grün-rote Rathauskoalition das Projekt nicht weiter verfolgt. Als Grund hierfür wurde unter anderem die Notwendigkeit angeführt, für das Projekt 900 Bäume fällen zu müssen.

## Verlauf
Der Mittlere Ring verläuft als Ringstraße vollständig innerhalb des Stadtgebietes Münchens. Er ist durchgehend mindestens vierstreifig ausgebaut und verläuft über längere Strecken kreuzungsfrei.
Die Ausbauzustände der einzelnen Teilstrecken sind ebenso unterschiedlich wie die Bebauung an der Strecke. So durchquert der Mittlere Ring im Norden den Englischen Garten und im Süden führt die Strecke am Flaucher (städtische Grünanlagen an der Isar) vorbei. Der südliche Abschnitt ist von einer innerstädtischen Straße kaum zu unterscheiden, während der nordwestliche und der südwestliche Abschnitt nah an einen autobahnähnlichen Ausbauzustand heranreichen.
Am Mittleren Ring befinden sich auch bekannte Bauwerke:
Im Süden das Grünwalder Stadion und das Heizkraftwerk Süd, der große Komplex des Altenheimes St. Joseph am Luise-Kiesselbach-Platz im Südwesten, die ADAC-Zentrale und ein Hotelhochhaus im Westen, Münchens höchster Büroturm und das Olympiastadion mit Olympiaturm im Nordwesten, die Highlight-Towers im Norden, das Hochhausviertel in Bogenhausen nahe dem Effnerplatz im Nordosten und die Münchner Niederlassung der Deutschen Telekom im Osten. Ebenso bekannt sind die dem Olympiapark gegenüberliegenden Bauten von BMW (BMW-Vierzylinder, BMW Museum, BMW Welt) im nördlichen Abschnitt.
Die Bundesstraße trägt die Straßennamen Isarring, Richard-Strauss-Straße, Leuchtenbergring, Innsbrucker Ring, Chiemgaustraße, Tegernseer Landstraße, Candidstraße, Brudermühlstraße, Heckenstallerstraße, Garmischer Straße, Trappentreustraße, Donnersbergerbrücke, Landshuter Allee, Georg-Brauchle-Ring, Petuelring und Schenkendorfstraße.
Nachfolgend sind die einzelnen Streckenabschnitte im Uhrzeigersinn, beginnend im Norden, beschrieben.

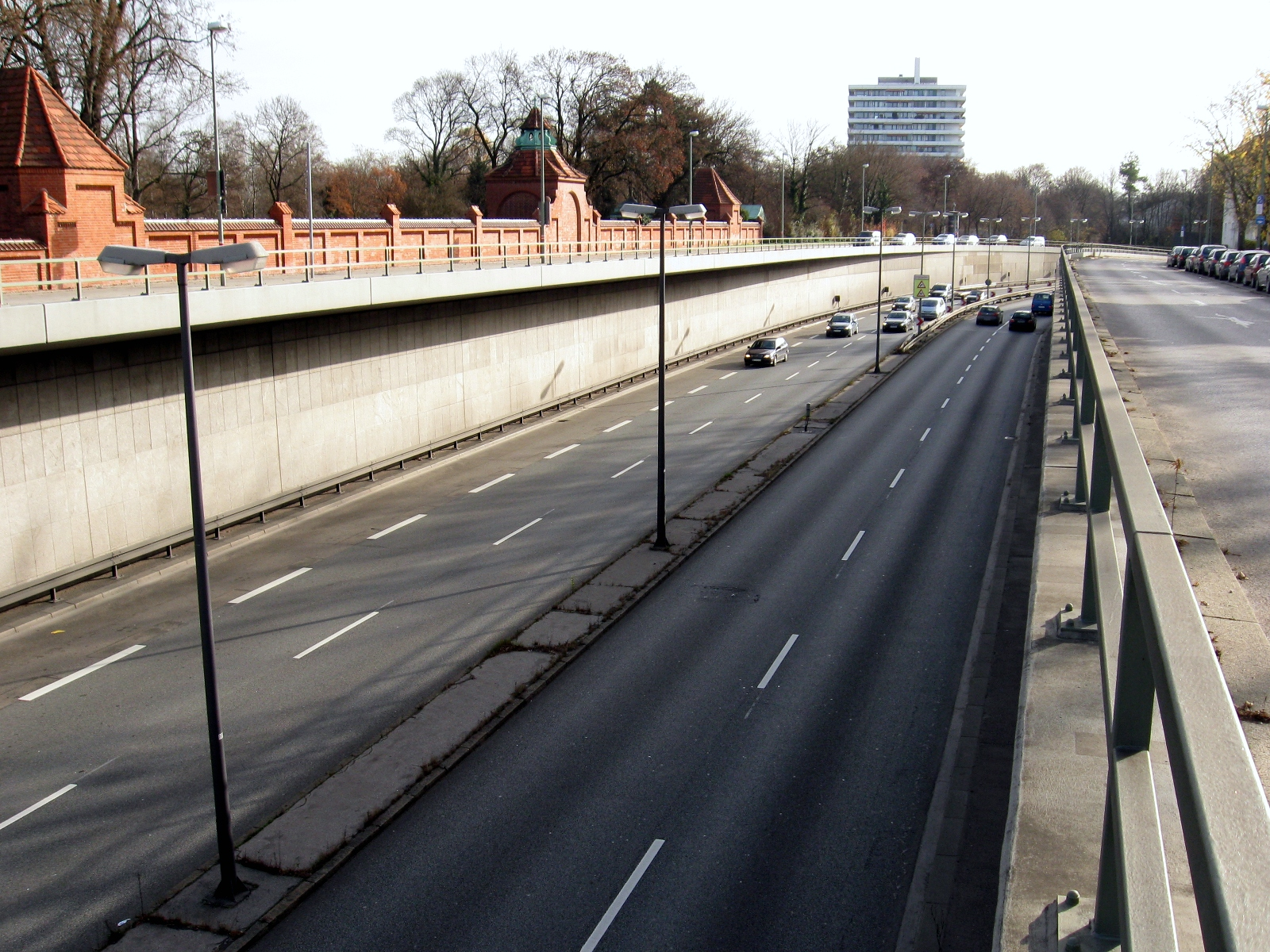
Tiefergelegte Hauptfahrbahn des Isarrings

### Isarring

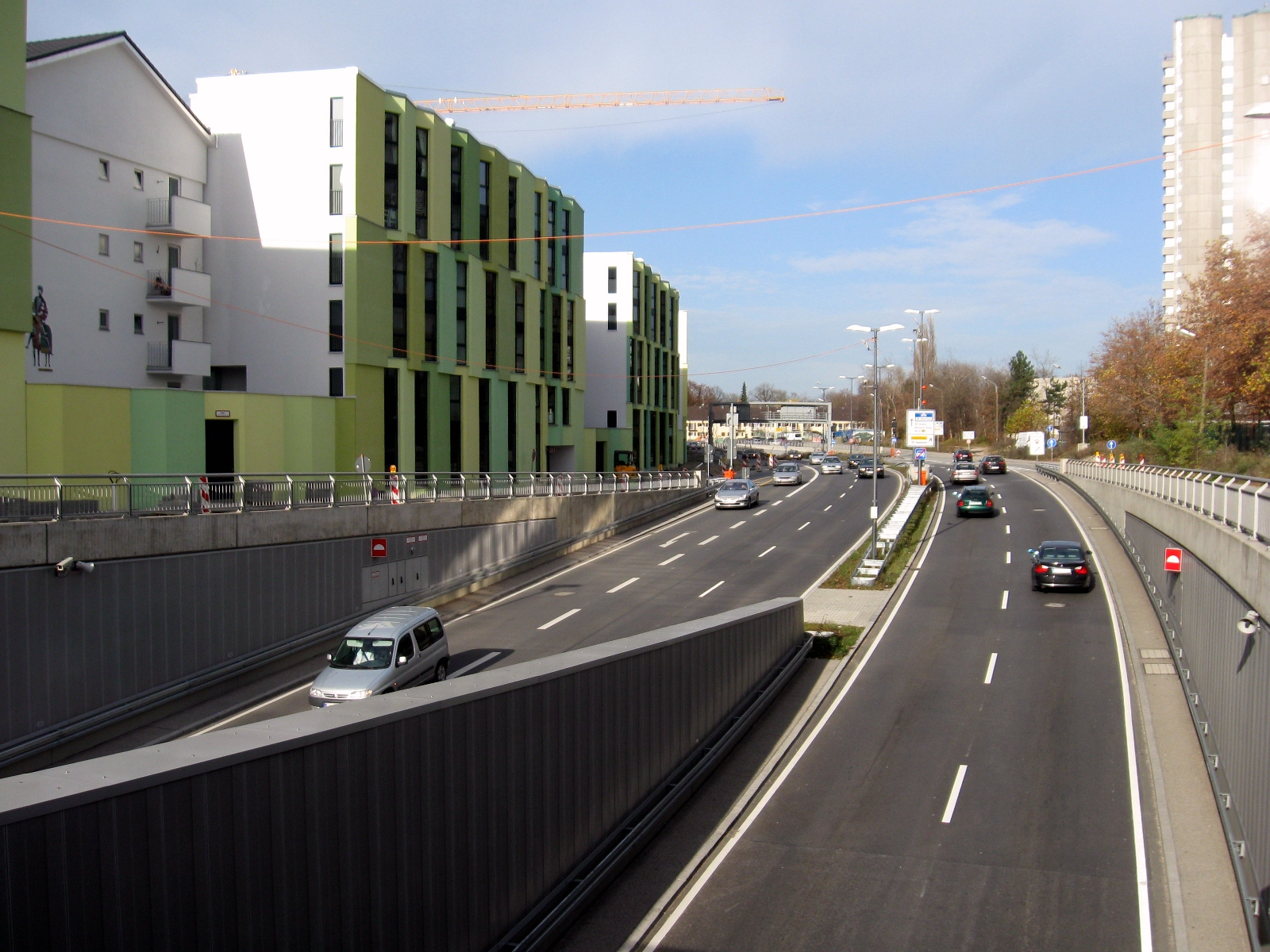
Nördliches Tunnelportal des Richard-Strauss-Tunnels

Im Stadtbezirk Schwabing-Freimann beginnt von der Schenkendorfstraße kommend der Isarring an der Ausfahrt Ungererstraße (B 11 Richtung Freising). Hier wird der Isarring in Tieflage geführt. Kurz vor der Einfahrt in den Biedersteiner Tunnel und hinter der Tunnelausfahrt befinden sich Anschlussstellen nach Schwabing (Ost) und die Weiße Brücke über den Schwabinger Bach. Anschließend führt der Mittlere Ring durch den Englischen Garten, nördlich vorbei am Kleinhesseloher See, zu dem es eine direkte Anschlussstelle gibt.
Ein zweiter Anschluss im Bereich des Englischen Gartens befindet sich am Tucherpark zur Ifflandstraße (dem einzigen ausgebauten Teilabschnitt der Isarparallele). Kurz nach der Anschlussstelle überquert der Isarring die Isar auf der John-F.-Kennedy-Brücke und erreicht damit den Stadtbezirk Bogenhausen. Nach Unterquerung der Oberföhringer Straße folgt die Ausfahrt zum Effnerplatz. Von hier besteht Anschluss über die Staatsstraße 2088 nach Unterföhring. Der Isarring verläuft nun in den Effnertunnel und geht dort in die Richard-Strauss-Straße über.

### Richard-Strauss-Straße

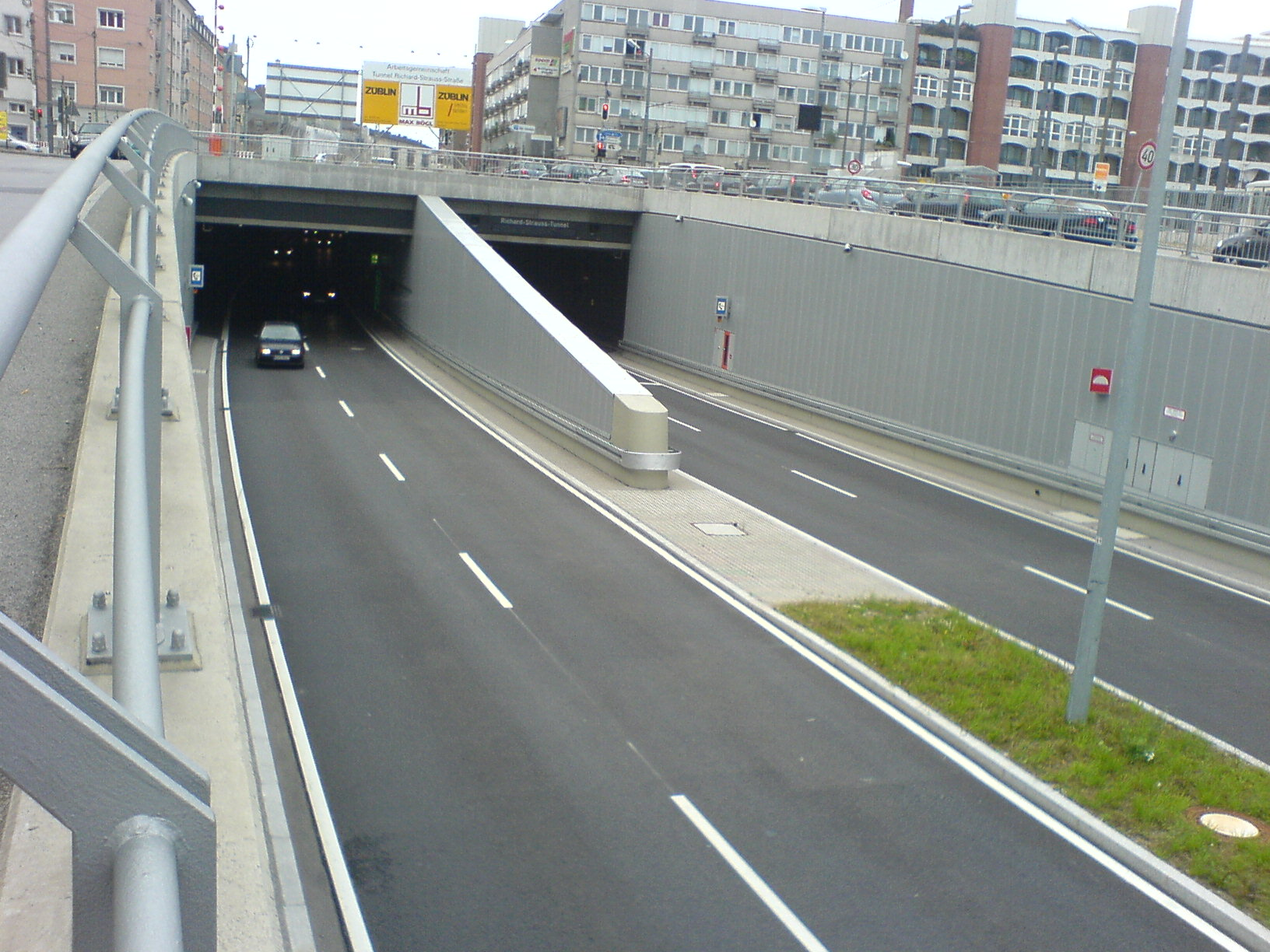
Leuchtenbergring an der Einfahrt zum Richard-Strauss-Tunnel

Vom Isarring kommend beginnt die Richard-Strauss-Straße im Effnertunnel. Nach den Aus- und Einfädelstreifen zum Effnerplatz führt die Straße in den Richard-Strauss-Tunnel. In der Röhre der nördlichen Fahrtrichtung befindet sich die Ausfahrt Denningerstraße. Im weiteren Verlauf des Tunnels folgen Verbindungsrampen zur A 94 (Richtung Passau). In der Hauptfahrrichtung geht die Richard-Strauss-Straße in den Leuchtenbergring und damit in den Stadtbezirk Au-Haidhausen über.

### Leuchtenbergring
Vom Richard-Strauss-Tunnel kommend beginnt der Leuchtenbergring im Richard-Strauss-Tunnel unter der Prinzregentenstraße. Der Richard-Strauss-Tunnel endet unmittelbar südlich der Einsteinstraße. Nach den südlichen Verbindungsrampen zur Einsteinstraße schließt sich die Leuchtenbergring-Unterführung an. Über der Unterführung befindet sich die S-Bahnhaltestelle Leuchtenbergring. Am Ende der Unterführung erreicht der Leuchtenbergring den Stadtbezirk Berg am Laim. Es folgt die Ausfahrt Berg-am-Laim-Straße (B 304), die nach Haar und Ebersberg führt.

### Innsbrucker Ring
Der Leuchtenbergring geht auf Höhe der Berg-am-Laim-Straße in den Innsbrucker Ring über. Hier fährt man in den Innsbrucker-Ring-Tunnel ein. Im Tunnel Fahrtrichtung Süden befindet sich Anschlussstelle Ampfingstraße. Nach dem Tunnel ist der Innsbrucker Ring höhengleich und ampelgesteuert. Über die Grafinger Straße/Schlüsselbergstraße erreicht der Innsbrucker Ring in Höhe der Bad Schachener Straße den Stadtbezirk Ramersdorf-Perlach. Es folgen die Kreuzungen Hechtseestraße/Kirchseeoner Straße, Ottobrunner Straße (Staatsstraße 2368 Richtung Unterhaching) und Rosenheimer Straße. Hier mündet die A 8 AS München-Ramersdorf (91) in den Mittleren Ring. Über die Autobahn gelangt man nach Salzburg und Innsbruck.

### Chiemgaustraße
Vom Innsbrucker Ring her beginnt die Chiemgaustraße an der Kreuzung Rosenheimer Straße/A 8. Die Chiemgaustraße ist das am wenigsten ausgebaute Teilstück des Mittleren Rings. Sie ist höhengleich und ampelgesteuert gebaut und hat keinen Mittelstreifen. Die Straße verläuft zunächst in westlicher Richtung und erreicht die Kreuzung Balanstraße. Von der Einmündung Aschauer Straße biegt von der Straßenbahnhauptwerkstätte Ständlerstraße der MVG eine Betriebsstrecke der Straßenbahn in die Chiemgaustraße. Es folgt eine Eisenbahnbrücke in Stahlbaukonstruktion (S-Bahn-Strecke S3/S7). Sie hat eine Höhenbeschränkung von 3,5 m. Der Gehweg ist an dieser Stelle sehr schmal, ein Radweg existiert nicht. An der Brücke überquert die Chiemgaustraße die Stadtbezirksgrenze zu Obergiesing.
Im weiteren Streckenverlauf folgt die Kreuzung Schwanseestraße. Hier verlassen die Straßenbahnschienen die Chiemgaustraße Richtung Innenstadt. Am Sankt-Quirin-Platz endet die Chiemgaustraße. Der Mittlere Ring biegt hier auf die Tegernseer Landstraße ab und folgt ihr Richtung Norden.

### Tegernseer Landstraße

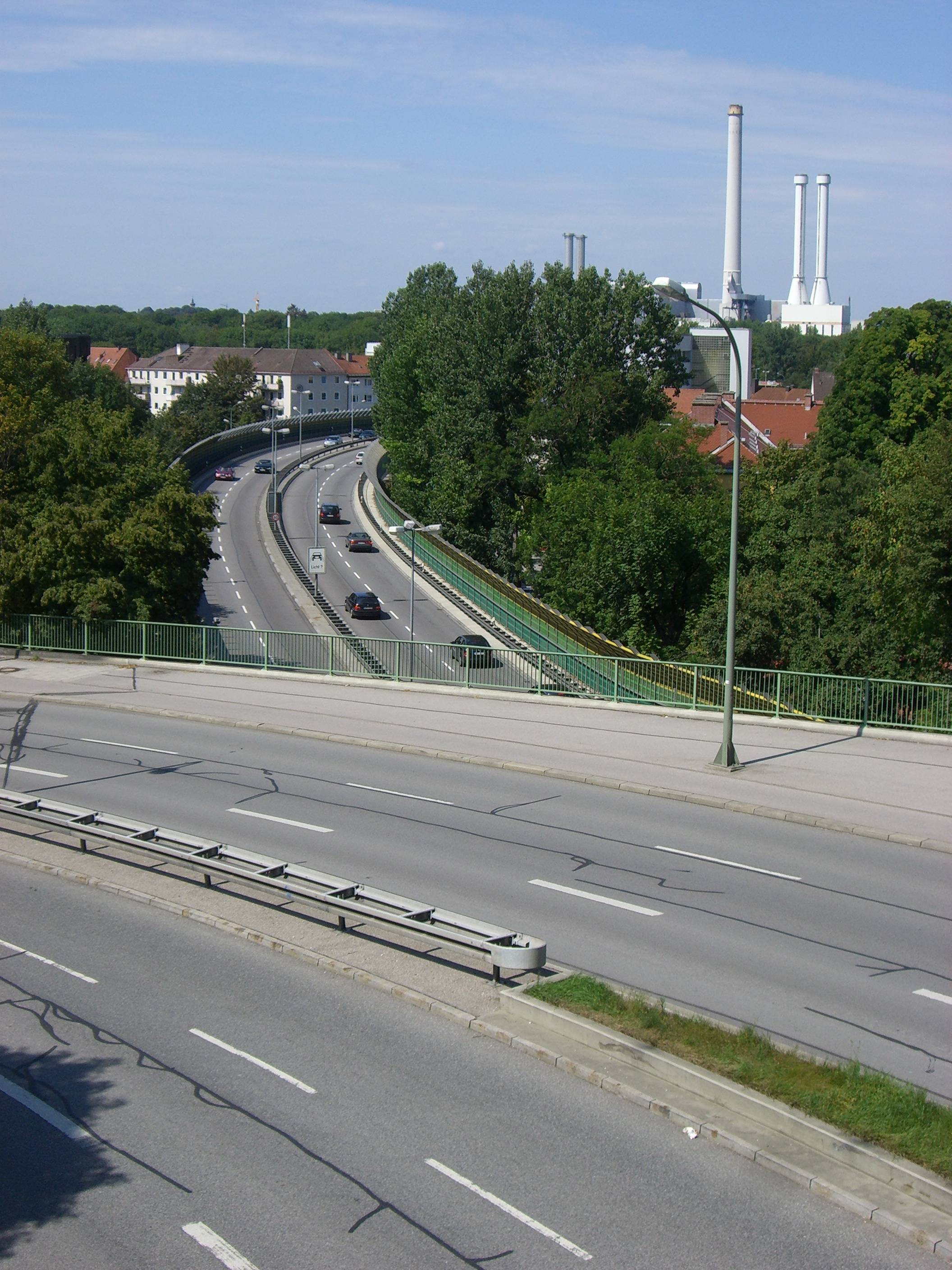
Der Candidberg

Die Tegernseer Landstraße ist hier der Autobahnzubringer über den McGraw-Graben und die B 13 zur A 995, A 8 und A 99 und bildet die Stadtbezirksgrenze Obergiesing und Untergiesing-Harlaching. Ab hier verläuft die E 54 am Mittleren Ring. Die Tegernseer Landstraße verlässt den Mittleren Ring bereits an der nächsten Ausfahrt wieder Richtung Innenstadt. Über diese Ausfahrt wird der Münchner Vorort Grünwald mit der Staatsstraße 2072 erschlossen.

### Candidstraße
Die Tegernseer Landstraße geht in die Candidstraße über. Die Straße führt den Candidberg hinunter. Zuerst führt die Straße durch den Candidtunnel. Am Ende des Tunnels geht die Candidstraße ganz in den Stadtbezirk Untergiesing-Harlaching über. Es folgt die Candidbrücke, die über den Candidplatz führt. Am Ende der Brücke befinden sich die westlichen Ausfahrten zum Candidplatz. Die Candidstraße führt in westlicher Richtung weiter und endet an der Brudermühlbrücke. Hier geht der Mittlere Ring in den Stadtbezirk Sendling über.

### Brudermühlstraße

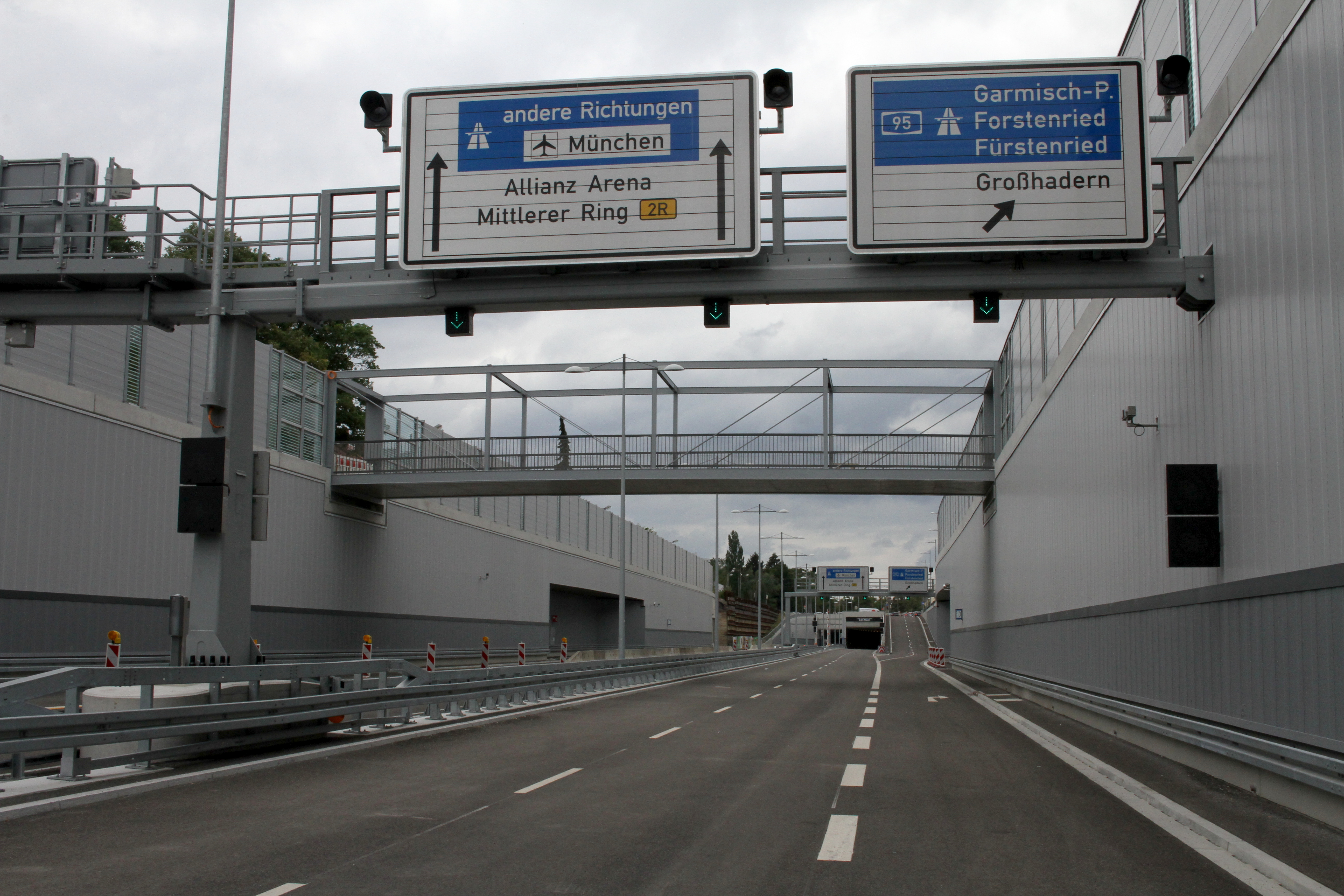
Heckenstallerstraße in Troglage

Der Mittlere Ring überquert die Isar auf der Brudermühlbrücke. Hier geht die Candidstraße in die Brudermühlstraße über. Im weiteren Verlauf folgt mit dem Brudermühlsteg die Überquerung des Großen Stadtbaches. Auf dem Steg befindet sich die Ausfahrt Schäftlarnstraße. Die Brudermühlstraße führt nun in den Brudermühltunnel. Während die Kraftfahrzeuge den Tunnel passieren, wurde der oberirdische Bereich verkehrsberuhigt. Die östlichen Ausfahrtsrampen der Ausfahrt Plinganserstraße befinden sich noch im Tunnel. Hier kreuzt die B 11, die nach Wolfratshausen und Mittenwald führt.

### Heckenstallerstraße

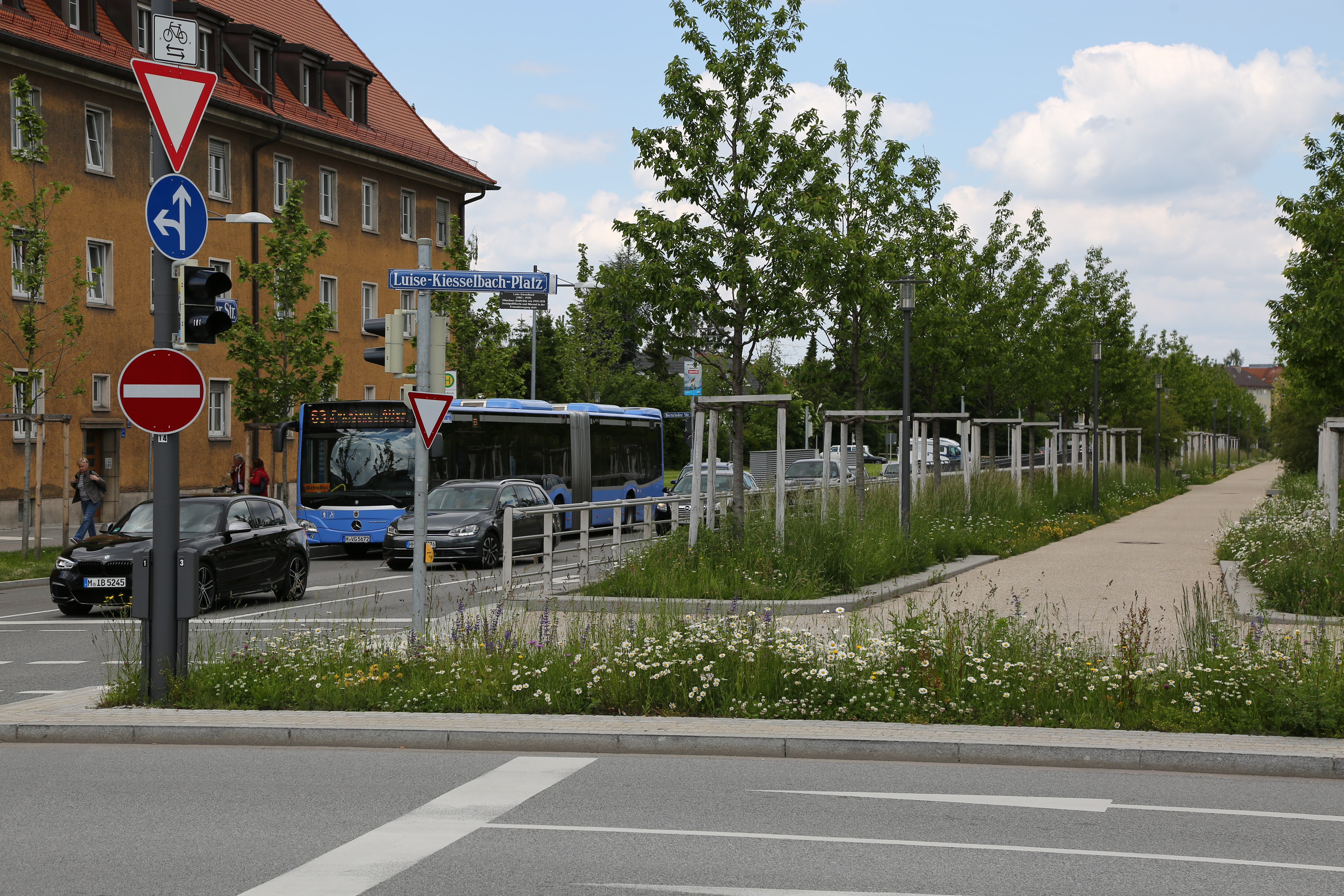
Anfang der Garmischer Straße am Luise-Kiesselbach-Platz

Von der Brudermühlstraße kommend, geht an der Ausfahrt Plinganserstraße diese in die Heckenstallerstraße über. Die Strecke unterquert nun die S-Bahn-Strecke S7 und erreicht damit den Stadtbezirk Sendling-Westpark. Als nächste Ausfahrt folgt die Passauerstraße.
Nach der Ausfahrt Passauerstraße war der Mittlere Ring höhengleich und ampelgesteuert gebaut. Im Berufsverkehr führte dieser Umstand zu Staus in diesem Bereich. Darum wurde bis zur Kreuzung Friedrich-Hebbel-Straße/Höglwörther Straße der Tunnel Heckenstallerstraße und weiter bis zur Murnauer Straße die Straße in Troglage gebaut (Bauzeit 2009–2015).
Ab der Murnauerstraße verläuft die Heckenstallerstraße in nordwestlicher Richtung weiter und erreicht den Luise-Kiesselbach-Platz. Am Luise-Kiesselbach-Platz zweigt die „Olympiastraße“ (E 533) Richtung Südwesten ab, auf der man über die A 95 Starnberg und Garmisch-Partenkirchen erreicht.

### Garmischer Straße

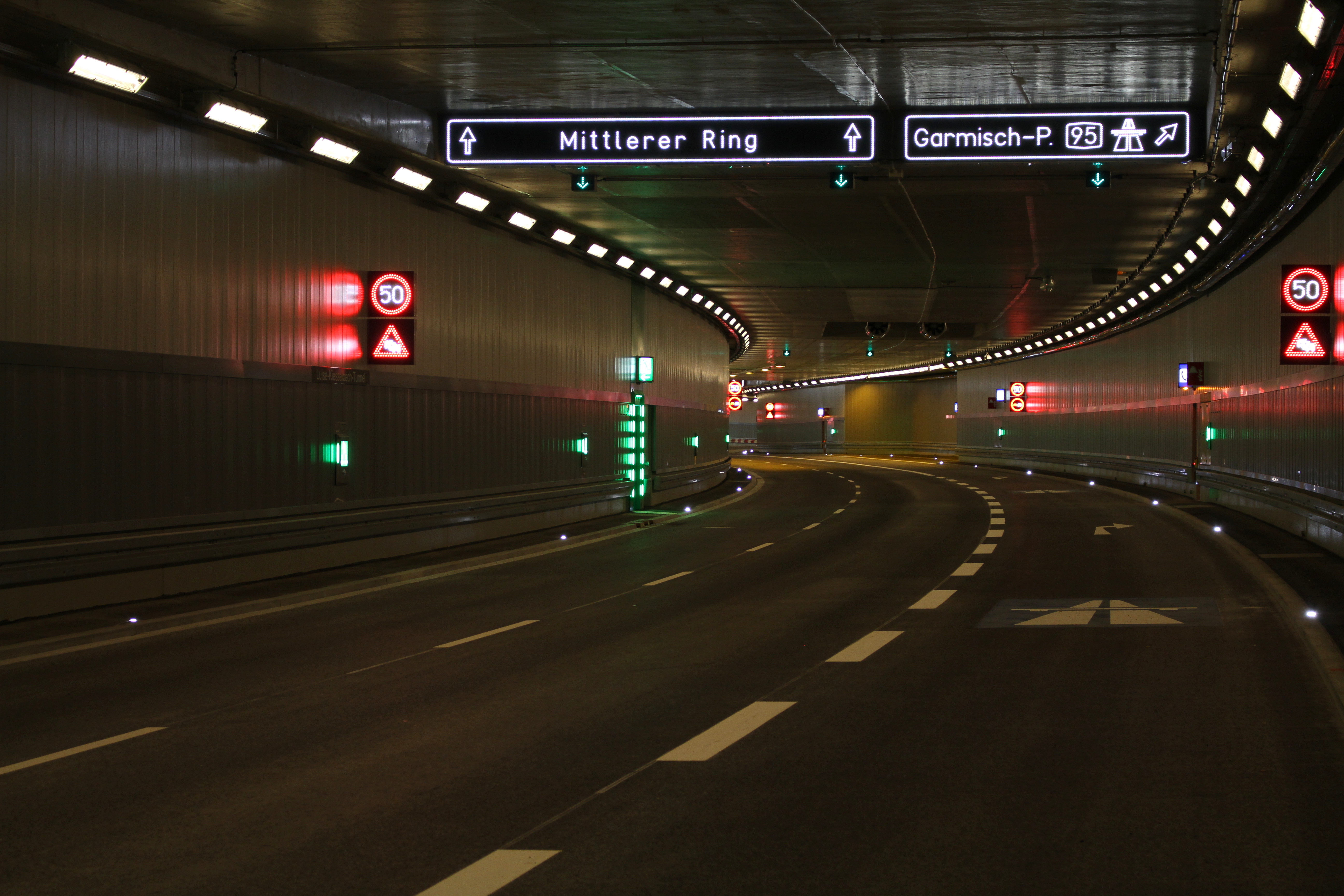
Luise-Kiesselbach-Tunnel

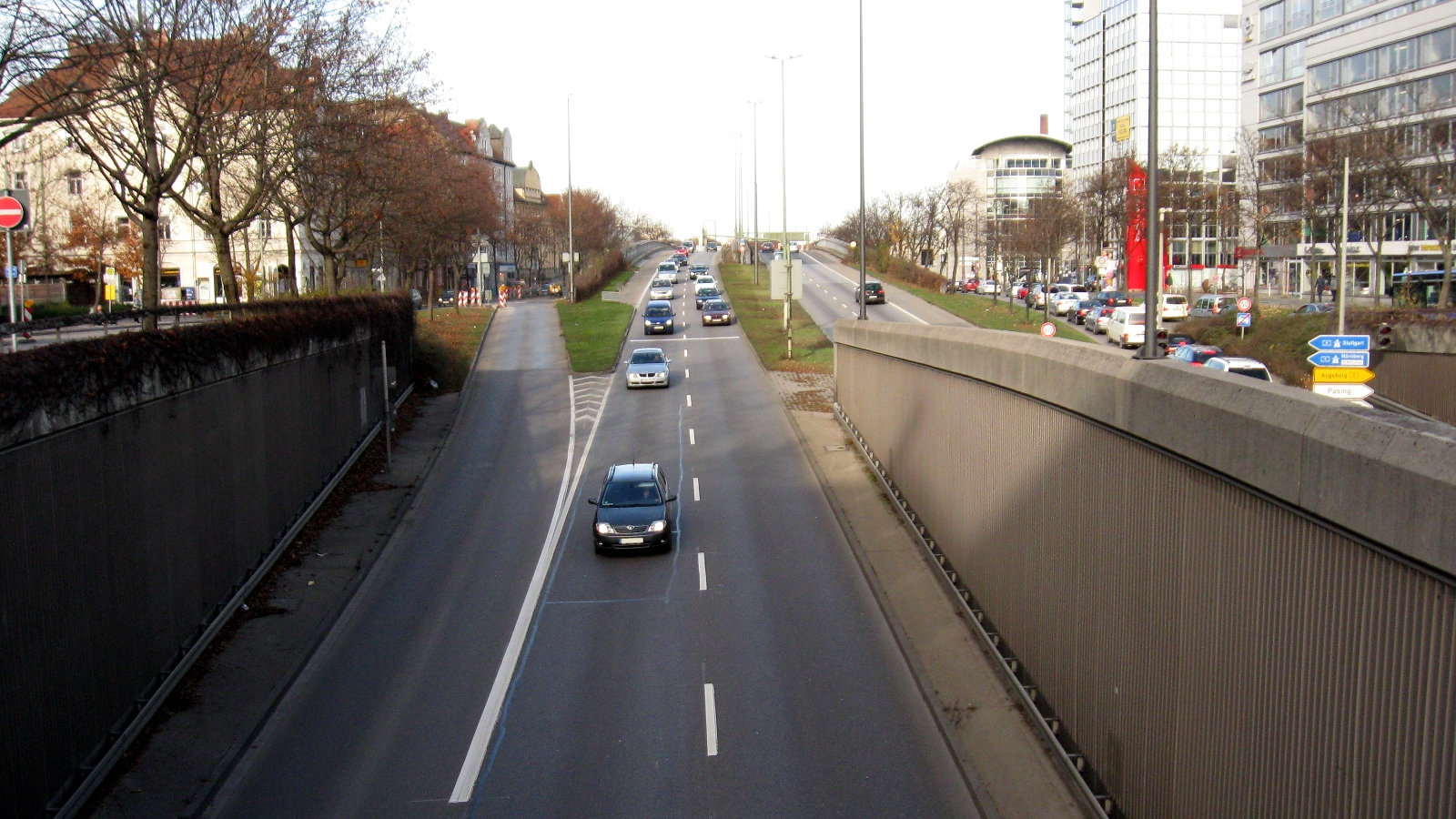
Trappentreustraße am nördlichen Portal des Trappentreutunnels

Die Garmischer Straße beginnt am Luise-Kiesselbach-Platz an der Kreuzung Waldfriedhofstraße (Staatsstraße 2343 Richtung Gräfelfing) und verläuft nordwärts über die Kreuzung Ehrwalder Straße/Treffauerstraße zwischen den beiden Bereichen des Westparks an dessen schmalster Stelle hindurch. An diesem Teilstück wurde bis 2015 der Luise-Kiesselbach-Tunnel errichtet. Dieser hat nach Fertigstellung den Oberflächenverkehr aufgenommen. Der Tunnel war der letzte im Bau befindliche Tunnel aus einem Bürgerentscheid von 1995.
Nach Unterquerung der Westparkbrücke ist der Mittlere Ring kreuzungsfrei ausgebaut. Im Westpark liegt das Autobahnende der A 96, Anschlussstelle München-Sendling (39). Von hier gelangt man Richtung Lindau. Ebenfalls zweigt die E 54 Richtung Paris ab. Jetzt führt die Garmischer Straße durch die Kleingärten der Siedlung „Land in der Sonne“, bevor sie die Ausfahrt Tübinger Straße/Hansastraße erreicht. Ab hier wird die Garmischer Straße in Tieflage geführt. Nach den nördlichen Zufahrtsrampen zur Tübinger Straße/Hansastraße unterquert die Garmischer Straße die Trassen der Bahnstrecken München–Lenggries, München–Rosenheim, München-Laim–München Süd und München-Laim–München-Mittersendling und erreicht damit den Stadtbezirk Schwanthalerhöhe. Daran anschließend geht die Garmischer Straße in die Trappentreustraße und den Trappentreutunnel über.

### Trappentreustraße

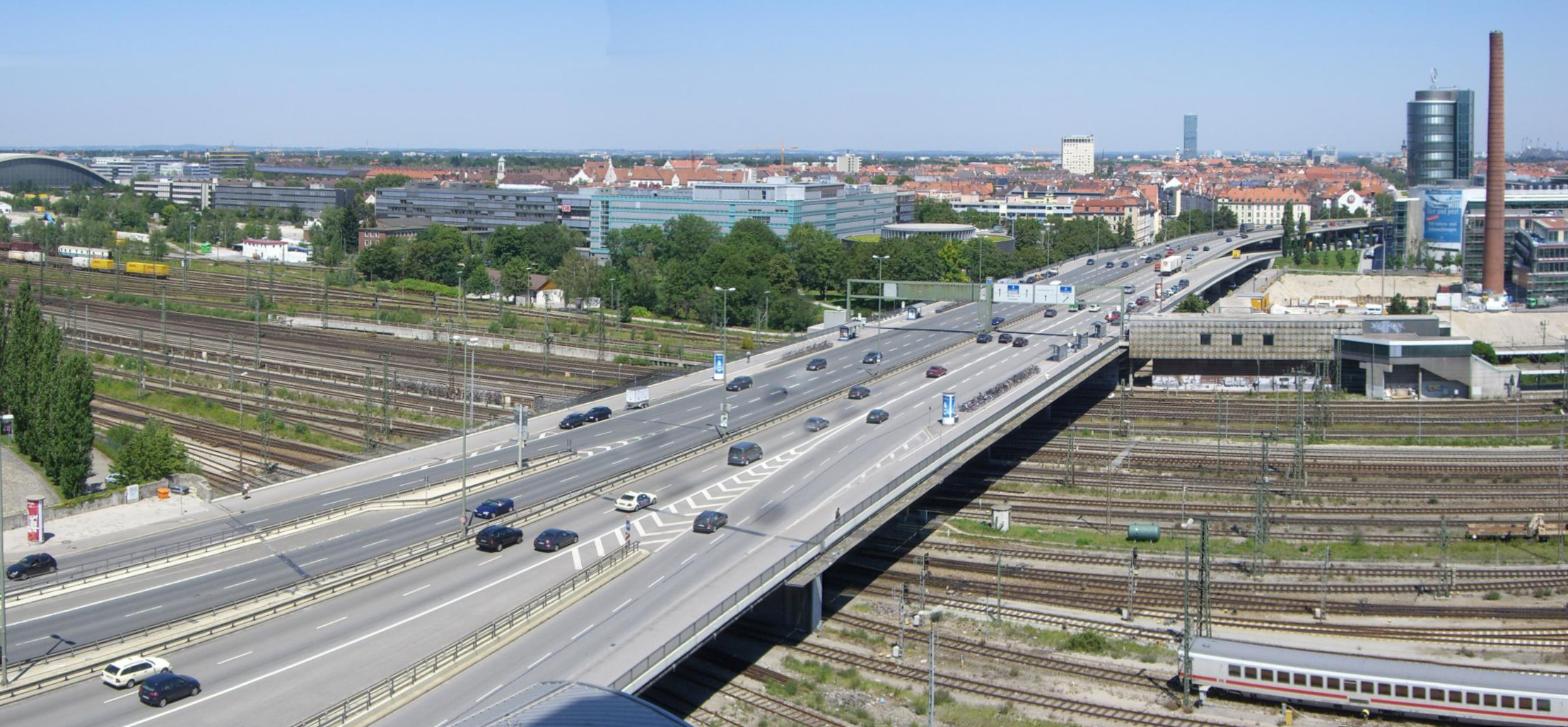
Donnersbergerbrücke Richtung Norden

Unmittelbar südlich des Heimeranplatzes beginnt der Trappentreutunnel. Er verläuft in nördlicher Richtung unter der Trappentreustraße. Der Tunnel endet auf Höhe der Westendstraße. Direkt an den Tunnel angrenzend folgen die Ein- und Ausfahrten zur Landsberger Straße (B 2 Richtung Fürstenfeldbruck und Augsburg). Auf der Brücke über die Landsberger Straße endet die Trappentreustraße und geht in die Donnersbergerbrücke über.

### Donnersbergerbrücke
Die Donnersbergerbrücke überquert die Gleisanlagen zwischen München und Pasing. Unter und an der Brücke befindet sich der gleichnamige S-Bahnhof Donnersbergerbrücke. Auf Höhe der S-Bahnhaltestelle beginnt der Stadtbezirk Neuhausen-Nymphenburg. Im weiteren Verlauf folgen die Ausfahrten Arnulfstraße und Nymphenburger Straße/Rotkreuzplatz.

### Landshuter Allee
Direkt an die Donnersbergerbrücke schließt sich die Landshuter Allee an, ab Höhe Nymphenburger Straße bis zur Leonrodstraße im Landshuter-Allee-Tunnel. Nun folgt die Ausfahrt zur Dachauer Straße, die über eine Hochstraße überquert wird. Weiter überquert die Landshuter Allee den Nymphenburg-Biedersteiner Kanal an seinem nördlichen Ende, hier verlässt sie den Stadtbezirk Neuhausen-Nymphenburg. Ab hier bildet die Straßenmitte die Grenze zwischen den Stadtbezirken Moosach und Milbertshofen-Am Hart. Im weiteren Verlauf wird das „Olympiakreuz“ erreicht, wo der Mittlere Ring in östlicher Richtung auf den Georg-Brauchle-Ring abzweigt, während die Landshuter Allee weiter Richtung Dachau führt (B 304).

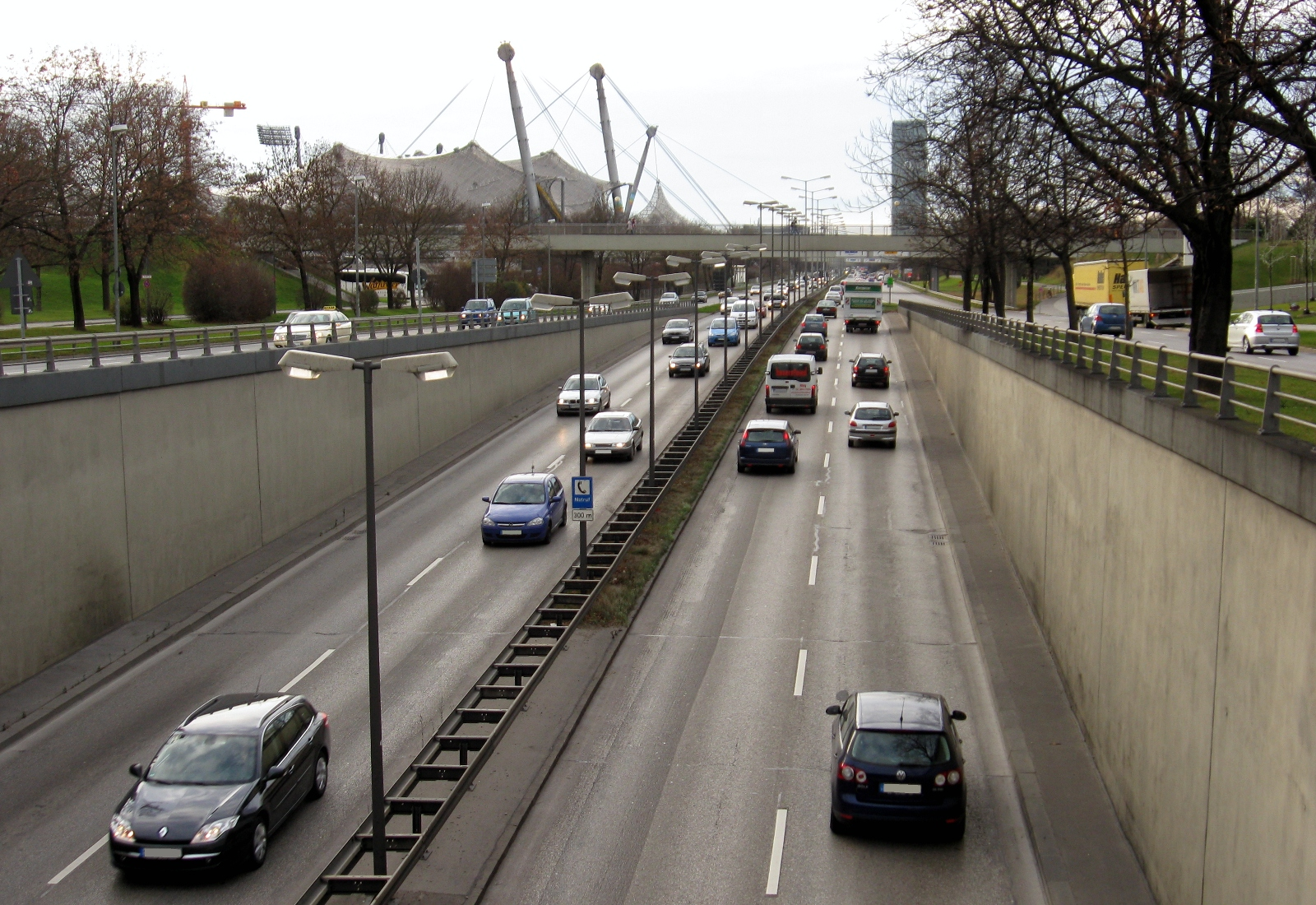
Georg-Brauchle-Ring Höhe Lerchenauer Straße

### Georg-Brauchle-Ring

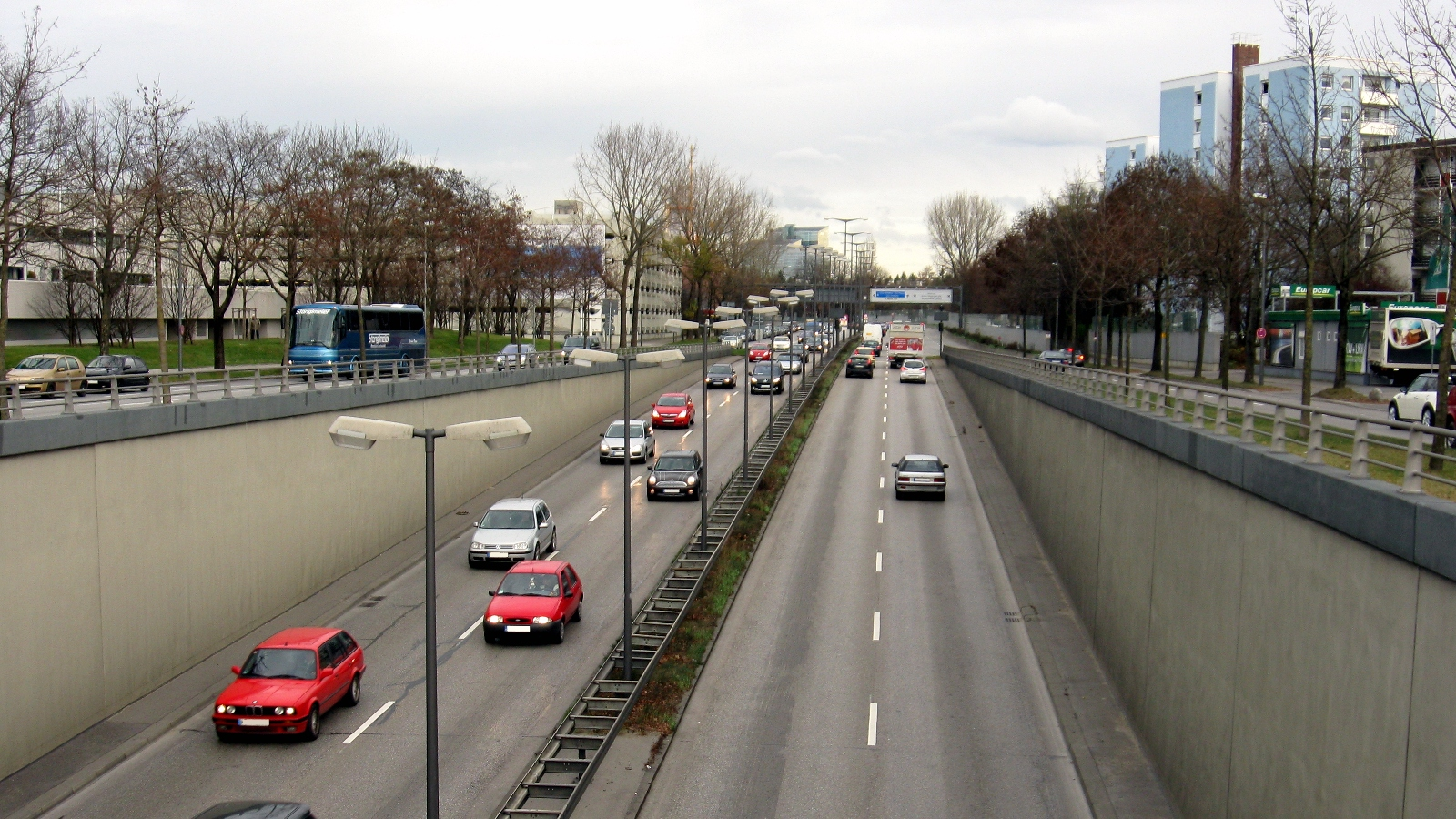
Petuelring Höhe Lerchenauer Straße

Am „Olympiakreuz“ kommt es im Berufsverkehr oft zu Stauungen in West-Süd-Richtung, da die Rampe, die vom Georg-Brauchle-Ring in die Landshuter Allee übergeht, eine Verengung auf einen einzigen Fahrstreifen aufweist.
Der Mittlere Ring verläuft nun im Stadtbezirk Milbertshofen-Am Hart auf dem Georg-Brauchle-Ring in östlicher Richtung weiter durch den von ihm geteilten Olympiapark (westliche Richtung: zum Olympia-Einkaufszentrum). Hier ist der Mittlere Ring achtstreifig ausgebaut. Unmittelbar nach dem „Olympiakreuz“ folgt die Abfahrt zum Olympiastadion. Am Olympiastadion vorbei folgen die westlichen Abfahrtsrampen zur Lerchenauer Straße (Staatsstraße 2342 Richtung Oberschleißheim). Der Georg-Brauchle-Ring führt vierstreifig weiter und endet an der untertunnelten Kreuzung Lerchenauer Straße.

### Petuelring
Der Petuelring bildet im ganzen die Stadtbezirksgrenze Milbertshofen-Am Hart und Schwabing-West. Er beginnt an der untertunnelten Kreuzung Lerchenauer Straße und führt in östlicher Richtung über die Ausfahrt Schleißheimer Straße weiter in den Petueltunnel. Im Tunnel sind die Ausfahrten Belgradstraße/Knorrstraße und Leopoldstraße.

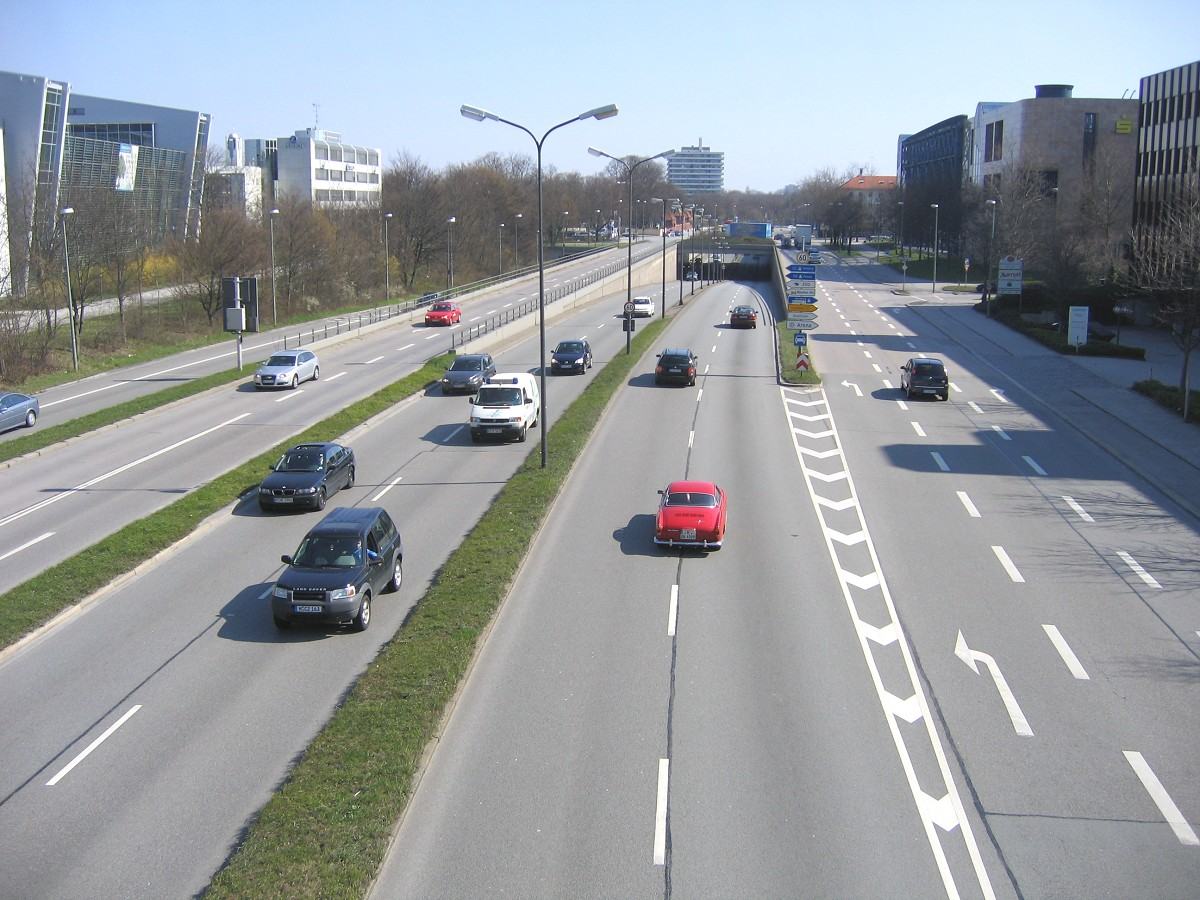
Schenkendorfstraße Ausfahrt Ungererstraße

### Schenkendorfstraße
Die Schenkendorfstraße beginnt unter der Leopoldstraße im Stadtbezirk Schwabing-Freimann. Nachdem der Mittlere Ring den Petueltunnel verlassen hat, folgt der Anschluss an die A 9 Richtung Nürnberg und Berlin. Der Anschlussstreifen beginnt in östlicher Fahrtrichtung bereits im Petueltunnel, in westlicher Fahrtrichtung bereits im Isarring. Die Schenkendorfstraße geht auf Höhe der Ausfahrt Ungererstraße (alte B 11 Richtung Freising), die der Mittlere Ring kreuzungsfrei unterquert, in den Isarring über.

## Begrünung

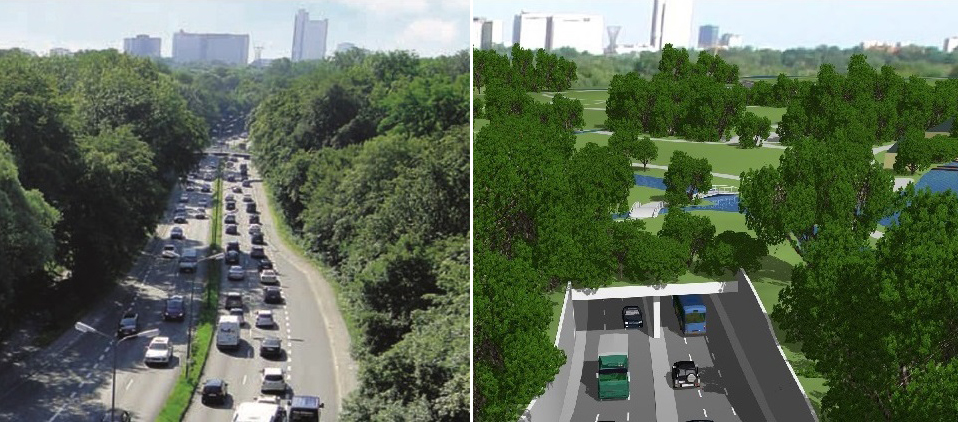
Geplante Wiedervereinigung des Englischen Gartens

Beim Biedersteiner Tunnel sowie unter dem Heckenstallerpark, dem Heimeranplatz, dem Luise-Kiesselbach-Platz und dem Petuelpark wurde die Oberfläche jeweils als Parkanlage begrünt, die Bundesstraße 2 R verläuft hier jeweils untertunnelt. Eine weitere Begrünung war im Abschnitt der Durchquerung des Englischen Gartens geplant, welche den Nord- und Südteil des Parks wieder verbinden sollte aber wieder verworfen wurde.